# Eressa ericssoni
Eressa ericssoni är en fjärilsart som beskrevs av Rothschild. Eressa ericssoni ingår i släktet Eressa och familjen björnspinnare. Inga underarter finns listade i Catalogue of Life.